# Atomosia punctifera
Atomosia punctifera là một loài ruồi trong họ Asilidae. Atomosia punctifera được Hermann miêu tả năm 1912.